# Måksteinane
Måksteinane est une île norvégienne du comté de Hordaland appartenant administrativement à Litlakalsøy.

## Description
Rocheuse et désertique, elle s'étend sur environ 498 m de longueur pour une largeur approximative de 257 m.